# بن يمون (بني تليد)
بن يمون هو دُوَّار يقع بجماعة تانقوب، إقليم شفشاون، جهة طنجة تطوان الحسيمة في المملكة المغربية. ينتمي الدوّار لمشيخة بني تليد التي تضم 14 دوار. يقدر عدد سكانه بـ 84 نسمة حسب الإحصاء الرسمي للسكان والسكنى لسنة 2004.

## روابط خارجية
- البوابة الوطنية للجماعات الترابية نسخة محفوظة 12 مارس 2018 على موقع واي باك مشين.
- المندوبية السامية للتخطيط